# Project Pat
Project Pat (* 1972; eigentlich Patrick Earl Houston) ist ein Rapper aus Memphis, Tennessee. Pat ist der Bruder des Three-6-Mafia-Mitglieds Juicy J, der auch in der Formation Hypnotize Minds auftritt.

## Biografie
Pats Leben war schon lange mit Rap verbunden; bevor ihm etwa im Jahr 2000 sein Durchbruch gelang, fing er bereits 1993 an, einige Tracks aufzunehmen, welche aber erst im Jahr 2000 auf dem Album Murderers and Robbers erschienen sind. Pat geriet unglücklicherweise am Höhepunkt seiner Karriere mehrmals mit dem Gesetz in Konflikt. Unter anderem wurde er von der Polizei wegen Raserei angehalten. Bei der Durchsuchung seines Fahrzeugs konnten die Polizisten zwei Pistolen bei ihm sicherstellen. Zur selben Zeit war Pat unter anderem auch noch in einem Raub verwickelt, was  dazu führte, dass er vom Richter zu insgesamt vier Jahren Haft verurteilt wurde. Kurz darauf erschien sein Album "Layin’ da Smack Down".
Pat ist unter anderem auch zusammen mit seinen Kollegen von Three 6 Mafia im Film Jackass: Number Two zu sehen, der am 30. November 2006 in Deutschland angelaufen ist.

## Diskografie

### Alben
- 1999: Ghetty Green
- 2000: Murderers & Robbers (Sammlung älterer Aufnahmen)
- 2001: Mista Don’t Play: Everythangs Workin’
- 2002: Layin’ da Smack Down
- 2006: Crook by da Book: The Fed Story
- 2007: Walkin’ Bank Roll
- 2009: Real Recognize Real
- 2011: Loud Pack
- 2012: Mista Don’t Play 2
- 2015: Pistol & a Scale

### Singles
- Don’t Call Me No Mo (feat. Three 6 Mafia)
- Rubberband Me
- Raised in the Projects (feat. Chrome)
- Tell Tell Tell (feat. Young Jeezy und Lyfe Jennings)
- Good Googly Moogly (feat. Juicy J und DJ Paul von Three 6 Mafia)
- Make Dat Azz Clap (Back Clap) (feat. Juvenile)
- Gorilla Pimp
- If You Ain’t from My Hood
- Ooh Nuthin
- Chickenhead (feat. La Chat, DJ Paul und Juicy J von Three 6 Mafia)
- Sippin’ on Some Syrup (Three 6 Mafia feat. Project Pat)
- Don’t Save Her (feat. DJ Paul, Juicy J und Crunchy Black von Three 6 Mafia)
- Ballers (feat. Gangsta Boo)
- Ballers (Remix) (feat. Hot Boyz und Three 6 Mafia)
- Blunt to My Lips
- Smoke and Get Hig
- Lolli Lolli (Pop That Body) (Three 6 Mafia feat. Project Pat, Young D & Superpower)
- Knife Talk (Drake feat. 21 Savage & Project Pat; #16 der deutschen Single-Trend-Charts am 24. September 2021[3])

## Belege
1. 1 2  Chartquellen: UK US
2. ↑  Auszeichnungen für Musikverkäufe: UK US
3. ↑  Offizielle Single Trending Charts. In: mtv.de. 24. September 2021, abgerufen am 24. September 2021.

| Personendaten    | Personendaten                           |
| ---------------- | --------------------------------------- |
| NAME             | Project Pat                             |
| ALTERNATIVNAMEN  | Houston, Patrick Earl (wirklicher Name) |
| KURZBESCHREIBUNG | US-amerikanischer Rapper                |
| GEBURTSDATUM     | 1972                                    |
| GEBURTSORT       | Memphis, Tennessee, Vereinigte Staaten  |